# Caño El Tigre
Caño El Tigre est l'une des deux divisions territoriales et statistiques et l'unique paroisse civile de la municipalité de Zea dans l'État de Mérida au Venezuela. Sa capitale est Caño Tigre.